# Primera División de Bolivia 2014-15
La temporada 2014-15 de la Primera División de Bolivia fue la 38.va edición de la Liga del Fútbol Profesional Boliviano. La temporada se dividió en 2 campeonatos oficiales: Apertura en 2014 y Clausura en 2015, ambos bajo el sistema "Todos contra todos". Como novedad destacó la creación de una Tabla Acumulada para definir los cupos a competiciones internacionales.
También se destacó la participación de Universitario de Pando, primer equipo pandino que ascendió a la Liga y disputó con Petrolero el partido Norte-Sur, debido a la extrema ubicación geográfica de Cobija y Yacuiba.

## Formato
La Temporada 2014-15 de la Liga Boliviana se compuso de dos torneos con el siguiente formato:
El Torneo Apertura 2014 fue el primer torneo de la temporada, se disputó bajo el sistema todos contra todos.
El Torneo Clausura 2015 fue el segundo torneo de la temporada, también se disputó bajo el sistema todos contra todos.

## Equipos participantes
| Posición | Equipos ascendidos del Nacional B 2013/14 |
| -------- | ----------------------------------------- |
| 1º       | Universitario de Pando                    |
| 2º       | Petrolero                                 |

| Posición | Equipos descendidos en el Torneo 2013-14 |
| -------- | ---------------------------------------- |
| 11º      | Aurora                                   |
| 12º      | Guabirá                                  |

El número de equipos para la temporada 2014-15 sigue siendo el mismo que la temporada anterior. 9 equipos son administrados por Clubes o Entidades Deportivas, 2 equipos son administrados por universidades y 1 equipo es administrado por una Sociedad de Responsabilidad Limitada.
Guabirá que terminó último en la tabla del descenso 2013-14 fue relegado a la Segunda División (Nacional B) luego de disputar esa temporada en Primera División, también descendió Aurora al ser vencido en los partidos por Ascenso-Descenso Indirecto. Fueron reemplazados por el campeón del Nacional B 2013/14; Universitario de Pando, que jugará por primera vez en la LFPB y Petrolero que retorna a la Liga tras estar ausente la temporada anterior.

### Cupos por departamento
| Departamento | Cantidad | Equipo                 |
| ------------ | -------- | ---------------------- |
| Santa Cruz   | 3        | Oriente Petrolero      |
| Santa Cruz   | 3        | Blooming               |
| Santa Cruz   | 3        | Sport Boys             |
| La Paz       | 2        | The Strongest          |
| La Paz       | 2        | Bolívar                |
| Potosí       | 2        | Real Potosí            |
| Potosí       | 2        | Nacional Potosí        |
| Cochabamba   | 1        | Wilstermann            |
| Chuquisaca   | 1        | Universitario de Sucre |
| Oruro        | 1        | San José               |
| Tarija       | 1        | Petrolero              |
| Pando        | 1        | Universitario de Pando |

## Estadios
| Entidad | Entidad                                           | Ciudad                  | Estadio                                 | Capacidad     | Marca           |
| ------- | ------------------------------------------------- | ----------------------- | --------------------------------------- | ------------- | --------------- |
|         | Club Bolívar                                      | La Paz                  | Hernando Siles Libertador Simón Bolívar | 42.000 5.000  | Marathon Sports |
|         | Club Atlético Nacional Potosí                     | Potosí                  | Víctor Agustín Ugarte                   | 32.000        | Willys Athletic |
|         | Club Deportivo Jorge Wilstermann                  | Cochabamba              | Félix Capriles                          | 32.000        | Matador         |
|         | Club Deportivo Oriente Petrolero                  | Santa Cruz de la Sierra | Ramón Tahuichi Aguilera                 | 33.000        | Marathon Sports |
|         | Club Deportivo Petrolero                          | Yacuiba                 | Federico Ibarra IV Centenario           | 9.000 20.000  | Olive Sport     |
|         | Club Deportivo San José                           | Oruro                   | Jesús Bermúdez                          | 32.000        | Willys Athletic |
|         | Club Deportivo Universitario San Francisco Xavier | Sucre                   | Olímpico Patria                         | 30.000        | Walon Sport     |
|         | Club Deportivo y Cultural Sport Boys              | Warnes                  | Samuel Vaca                             | 6.000         | Erreà           |
|         | Club Real Potosí                                  | Potosí                  | Víctor Agustín Ugarte                   | 32.000        | Willys Athletic |
|         | Club Social, Cultural y Deportivo Blooming        | Santa Cruz de la Sierra | Ramón Tahuichi Aguilera                 | 33.000        | 4KM             |
|         | Club The Strongest                                | La Paz                  | Hernando Siles Rafael Mendoza           | 42.000 14.000 | Walon Sport     |
|         | Club Universitario de Pando                       | Cobija                  | Universidad Amazónica de Pando          | 4.000         | Willys Athletic |

## Torneo Apertura

### Tabla de posiciones
| Pos. | Equipos                | PJ | PG | PE | PP | GF | GC | Dif. | Pts. |
| ---- | ---------------------- | -- | -- | -- | -- | -- | -- | ---- | ---- |
| 1.   | Bolívar (C)            | 22 | 14 | 4  | 4  | 52 | 23 | +29  | 46   |
| 2.   | Oriente Petrolero      | 22 | 13 | 3  | 6  | 33 | 18 | +15  | 42   |
| 3.   | The Strongest          | 22 | 11 | 4  | 7  | 39 | 26 | +13  | 37   |
| 4.   | Wilstermann            | 22 | 9  | 7  | 6  | 30 | 25 | +5   | 34   |
| 5.   | San José               | 22 | 11 | 1  | 10 | 34 | 31 | +1   | 34   |
| 6.   | Blooming               | 22 | 8  | 7  | 7  | 29 | 30 | -1   | 31   |
| 7.   | Real Potosí            | 22 | 8  | 6  | 8  | 23 | 28 | -5   | 30   |
| 8.   | Universitario de Sucre | 22 | 9  | 2  | 11 | 26 | 35 | -9   | 29   |
| 9.   | Nacional Potosí        | 22 | 7  | 5  | 10 | 29 | 32 | -3   | 26   |
| 10.  | Petrolero              | 22 | 7  | 5  | 10 | 27 | 41 | -14  | 26   |
| 11.  | Sport Boys             | 22 | 3  | 11 | 8  | 21 | 28 | -7   | 20   |
| 12.  | Universitario de Pando | 22 | 3  | 3  | 16 | 18 | 42 | -24  | 12   |

|  |                                             |
|  | Clasificado para la Copa Libertadores 2016. |

### Evolución de los equipos
| Fecha                  | 1  | 2  | 3  | 4  | 5  | 6  | 7  | 8  | 9  | 10 | 11 | 12 | 13 | 14 | 15 | 16 | 17 | 18 | 19 | 20 | 21 | 22 |
| Fecha                  |    |    |    |    |    |    |    |    |    |    |    |    |    |    |    |    |    |    |    |    |    |    |
| ---------------------- | -- | -- | -- | -- | -- | -- | -- | -- | -- | -- | -- | -- | -- | -- | -- | -- | -- | -- | -- | -- | -- | -- |
| Blooming               | 2  | 1  | 1  | 1  | 2  | 6  | 2  | 5  | 4  | 1  | 4  | 4  | 3  | 5  | 5  | 6  | 8  | 6  | 5  | 4  | 5  | 6  |
| Bolívar                | 9  | 7  | 5  | 5  | 1  | 4  | 7  | 7  | 7  | 7  | 5  | 3  | 4  | 1  | 2  | 2  | 2  | 1  | 1  | 1  | 1  | 1  |
| Nacional Potosí        | 11 | 11 | 12 | 8  | 8  | 9  | 9  | 9  | 8  | 10 | 10 | 10 | 10 | 10 | 9  | 10 | 10 | 9  | 10 | 9  | 9  | 9  |
| Oriente Petrolero      | 7  | 3  | 7  | 6  | 7  | 5  | 6  | 4  | 6  | 5  | 3  | 2  | 2  | 2  | 1  | 1  | 1  | 2  | 2  | 2  | 2  | 2  |
| Petrolero              | 5  | 9  | 10 | 12 | 12 | 12 | 12 | 11 | 10 | 9  | 7  | 8  | 9  | 9  | 10 | 9  | 9  | 10 | 9  | 10 | 10 | 10 |
| Real Potosí            | 7  | 8  | 3  | 3  | 4  | 2  | 4  | 2  | 3  | 4  | 6  | 6  | 5  | 4  | 4  | 4  | 4  | 7  | 7  | 7  | 7  | 7  |
| San José               | 3  | 4  | 4  | 7  | 6  | 1  | 1  | 6  | 2  | 3  | 2  | 5  | 6  | 6  | 6  | 7  | 5  | 5  | 4  | 6  | 4  | 5  |
| Sport Boys             | 9  | 10 | 11 | 11 | 10 | 8  | 8  | 8  | 11 | 11 | 11 | 11 | 11 | 11 | 11 | 11 | 11 | 11 | 11 | 11 | 11 | 11 |
| The Strongest          | 3  | 5  | 6  | 4  | 5  | 3  | 5  | 3  | 5  | 6  | 8  | 9  | 7  | 8  | 8  | 8  | 7  | 4  | 3  | 3  | 3  | 3  |
| Universitario de Pando | 12 | 12 | 9  | 10 | 9  | 11 | 11 | 12 | 12 | 12 | 12 | 12 | 12 | 12 | 12 | 12 | 12 | 12 | 12 | 12 | 12 | 12 |
| Universitario de Sucre | 1  | 6  | 8  | 9  | 11 | 10 | 10 | 10 | 9  | 8  | 9  | 7  | 8  | 7  | 7  | 5  | 6  | 8  | 8  | 8  | 8  | 8  |
| Wilstermann            | 5  | 2  | 2  | 2  | 3  | 7  | 3  | 1  | 1  | 2  | 1  | 1  | 1  | 3  | 3  | 3  | 3  | 3  | 6  | 5  | 6  | 4  |

### Resultados
| Local / Visita         | BLO | BOL | NAL | OP  | PET | RPO | SJ  | SB  | TS  | UAP | UNI | WIL |
| ---------------------- | --- | --- | --- | --- | --- | --- | --- | --- | --- | --- | --- | --- |
| Blooming               |     | 0–3 | 2–0 | 3–2 | 1–0 | 3–1 | 3–1 | 2–2 | 0–1 | 3–0 | 1–2 | 1–1 |
| Bolívar                | 4–3 |     | 3–3 | 4–0 | 2–0 | 6–1 | 6–1 | 5–1 | 4–2 | 4–0 | 2–1 | 1–0 |
| Nacional Potosí        | 0–0 | 0–2 |     | 1–0 | 3–1 | 1–0 | 2–0 | 0–0 | 1–3 | 3–2 | 3–0 | 1–2 |
| Oriente Petrolero      | 2–0 | 1–0 | 2–0 |     | 4–0 | 2–1 | 1–0 | 3–0 | 2–0 | 2–0 | 4–0 | 2–0 |
| Petrolero              | 0–1 | 1–1 | 1–5 | 1–1 |     | 2–0 | 3–0 | 0–0 | 2–1 | 2–1 | 2–1 | 1–1 |
| Real Potosí            | 1–1 | 1–0 | 2–2 | 0–0 | 2–3 |     | 3–0 | 1–0 | 1–0 | 1–0 | 2–0 | 1–0 |
| San José               | 2–0 | 1–0 | 1–0 | 3–0 | 4–1 | 6–2 |     | 2–0 | 3–3 | 2–1 | 3–1 | 2–0 |
| Sport Boys             | 1–1 | 5–0 | 1–1 | 1–1 | 1–2 | 1–1 | 2-0 |     | 1–1 | 1–3 | 1–1 | 1–1 |
| The Strongest          | 4–0 | 1–1 | 2–0 | 2–1 | 4–0 | 0–2 | 1–0 | 1–0 |     | 3–1 | 0–1 | 4–1 |
| Universitario de Pando | 2–2 | 0–2 | 1–0 | 0–1 | 2–0 | 0–0 | 1–2 | 0–0 | 1–3 |     | 2–3 | 1–2 |
| Universitario de Sucre | 0–1 | 1–2 | 2–1 | 0–2 | 4–3 | 0–0 | 1–0 | 1–0 | 3–2 | 3–0 |     | 0–2 |
| Wilstermann            | 1–1 | 0–0 | 5–2 | 2–0 | 2–2 | 1–0 | 2–1 | 1–2 | 1–1 | 3–0 | 2–1 |     |

### Calendario
| The Strongest          | 1 - 0 | Sport Boys             | Rafael Mendoza Castellón | 9 de agosto  | 15:00 | Sports TV Rights |
| Universitario de Sucre | 3 - 0 | Universitario de Pando | Olímpico Patria          | 9 de agosto  | 18:00 | Sports TV Rights |
| Real Potosí            | 0 - 0 | Oriente Petrolero      | Víctor Agustín Ugarte    | 10 de agosto | 15:00 | Sports TV Rights |
| San José               | 1 - 0 | Bolívar                | Jesús Bermúdez           | 10 de agosto | 15:30 | No               |
| Wilstermann            | 2 - 2 | Petrolero              | Félix Capriles           | 10 de agosto | 17:00 | Sports TV Rights |
| Blooming               | 2 - 0 | Nacional Potosí        | Ramón Tahuichi Aguilera  | 10 de agosto | 19:00 | Sports TV Rights |

| San José               | 3 - 3 | The Strongest          | Jesús Bermúdez          | 15 de agosto | 19:30 | Sports TV Rights |
| Universitario de Sucre | 0 - 2 | Wilstermann            | Olímpico Patria         | 15 de agosto | 20:00 | Sports TV Rights |
| Sport Boys             | 1 - 1 | Real Potosí            | Samuel Vaca             | 16 de agosto | 15:00 | Sports TV Rights |
| Nacional Potosí        | 0 - 2 | Bolívar                | Víctor Agustín Ugarte   | 17 de agosto | 15:00 | Sports TV Rights |
| Oriente Petrolero      | 2 - 0 | Universitario de Pando | Ramón Tahuichi Aguilera | 17 de agosto | 18:00 | Sports TV Rights |
| Blooming               | 1 - 0 | Petrolero              | Ramón Tahuichi Aguilera | 18 de agosto | 20:30 | No               |

| Petrolero              | 1 - 1 | Bolívar                | IV Centenario         | 23 de agosto     | 15:00 | No               |
| Universitario de Sucre | 0 - 1 | Blooming               | Olímpico Patria       | 23 de agosto     | 18:00 | Sports TV Rights |
| Sport Boys             | 1 - 3 | Universitario de Pando | Samuel Vaca           | 24 de agosto     | 15:00 | No               |
| Real Potosí            | 1 - 0 | The Strongest          | Víctor Agustín Ugarte | 24 de agosto     | 15:00 | Sports TV Rights |
| Wilstermann            | 2 - 0 | Oriente Petrolero      | Félix Capriles        | 24 de agosto     | 19:00 | Sports TV Rights |
| San José               | 1 - 0 | Nacional Potosí        | Jesús Bermúdez        | 17 de septiembre | 20:30 | Sports TV Rights |

| The Strongest          | 3 - 1 | Universitario de Pando | Rafael Mendoza Castellón | 30 de agosto | 15:00 | Sports TV Rights |
| Sport Boys             | 1 - 1 | Wilstermann            | Samuel Vaca              | 31 de agosto | 15:00 | Sports TV Rights |
| Petrolero              | 1 - 5 | Nacional Potosí        | IV Centenario            | 31 de agosto | 15:00 | No               |
| Real Potosí            | 3 - 0 | San José               | Víctor Agustín Ugarte    | 31 de agosto | 15:30 | Sports TV Rights |
| Universitario de Sucre | 1 - 2 | Bolívar                | Olímpico Patria          | 31 de agosto | 17:00 | Sports TV Rights |
| Oriente Petrolero      | 2 - 0 | Blooming               | Ramón Tahuichi Aguilera  | 31 de agosto | 19:00 | Sports TV Rights |

| Bolívar                | 4 - 0 | Oriente Petrolero      | Jesús Bermúdez          | 13 de septiembre | 15:30 | Sports TV Rights |
| Universitario de Pando | 0 - 0 | Real Potosí            | UAP                     | 14 de septiembre | 16:00 | Sports TV Rights |
| Nacional Potosí        | 3 - 0 | Universitario de Sucre | Víctor Agustín Ugarte   | 14 de septiembre | 15:30 | Sports TV Rights |
| San José               | 4 - 1 | Petrolero              | Jesús Bermúdez          | 14 de septiembre | 15:30 | Sports TV Rights |
| Blooming               | 2 - 2 | Sport Boys             | Ramón Tahuichi Aguilera | 14 de septiembre | 19:00 | Sports TV Rights |
| Wilstermann            | 1 - 1 | The Strongest          | Félix Capriles          | 15 de septiembre | 16:00 | No               |

| The Strongest          | 4 - 0 | Blooming        | Rafael Mendoza Castellón | 20 de septiembre | 15:00 | Sports TV Rights |
| Universitario de Sucre | 4 - 3 | Petrolero       | Olímpico Patria          | 20 de septiembre | 17:00 | Sports TV Rights |
| Universitario de Pando | 1 - 2 | San José        | UAP                      | 21 de septiembre | 15:00 | No               |
| Sport Boys             | 5 - 0 | Bolívar         | Samuel Vaca              | 21 de septiembre | 15:00 | Sports TV Rights |
| Real Potosí            | 1 - 0 | Wilstermann     | Víctor Agustín Ugarte    | 21 de septiembre | 15:30 | Sports TV Rights |
| Oriente Petrolero      | 2 - 0 | Nacional Potosí | Ramón Tahuichi Aguilera  | 21 de septiembre | 19:00 | Sports TV Rights |

| Blooming        | 3 - 1 | Real Potosí            | Ramón Tahuichi Aguilera | 24 de septiembre | 18:00 | Sports TV Rights |
| Wilstermann     | 3 - 0 | Universitario de Pando | Félix Capriles          | 24 de septiembre | 20:00 | Sports TV Rights |
| Nacional Potosí | 0 - 0 | Sport Boys             | Víctor Agustín Ugarte   | 24 de septiembre | 20:00 | Sports TV Rights |
| Petrolero       | 1 - 1 | Oriente Petrolero      | Federico Ibarra         | 25 de septiembre | 15:00 | Sports TV Rights |
| San José        | 3 - 1 | Universitario de Sucre | Jesús Bermúdez          | 29 de octubre    | 20:00 | No               |
| Bolívar         | 4 - 2 | The Strongest          | Hernando Siles          | 29 de octubre    | 20:00 | Sports TV Rights |

| The Strongest          | 2 - 0 | Nacional Potosí        | Rafael Mendoza Castellón | 28 de septiembre | 11:00 | Sports TV Rights |
| Real Potosí            | 1 - 0 | Bolívar                | Víctor Agustín Ugarte    | 28 de septiembre | 15:00 | Sports TV Rights |
| Sport Boys             | 1 - 2 | Petrolero              | Samuel Vaca              | 28 de septiembre | 15:00 | Sports TV Rights |
| Universitario de Pando | 2 - 2 | Blooming               | UAP                      | 28 de septiembre | 15:00 | No               |
| Wilstermann            | 2 - 1 | San José               | Félix Capriles           | 28 de septiembre | 17:00 | Sports TV Rights |
| Oriente Petrolero      | 4 - 0 | Universitario de Sucre | Ramón Tahuichi Aguilera  | 28 de septiembre | 19:40 | Sports TV Rights |

| Petrolero              | 2 - 1 | The Strongest          | Federico Ibarra         | 1 de octubre | 15:00 | Sports TV Rights |
| San José               | 3 - 0 | Oriente Petrolero      | Jesús Bermúdez          | 1 de octubre | 20:00 | Sports TV Rights |
| Bolívar                | 4 - 0 | Universitario de Pando | Jesús Bermúdez          | 2 de octubre | 15:00 | Sports TV Rights |
| Nacional Potosí        | 1 - 0 | Real Potosí            | Víctor Agustín Ugarte   | 2 de octubre | 20:00 | Sports TV Rights |
| Universitario de Sucre | 1 - 0 | Sport Boys             | Olímpico Patria         | 2 de octubre | 20:00 | No               |
| Blooming               | 1 - 1 | Wilstermann            | Ramón Tahuichi Aguilera | 2 de octubre | 20:30 | Sports TV Rights |

| The Strongest          | 0 - 1 | Universitario de Sucre | Rafael Mendoza Castellón | 5 de octubre | 12:00 | Sports TV Rights |
| Sport Boys             | 1 - 1 | Oriente Petrolero      | Samuel Vaca              | 5 de octubre | 15:00 | Sports TV Rights |
| Universitario de Pando | 1 - 0 | Nacional Potosí        | UAP                      | 5 de octubre | 15:00 | No               |
| Wilstermann            | 0 - 0 | Bolívar                | Félix Capriles           | 5 de octubre | 17:00 | Sports TV Rights |
| Blooming               | 3 - 1 | San José               | Ramón Tahuichi Aguilera  | 5 de octubre | 19:00 | Sports TV Rights |
| Real Potosí            | 2 - 3 | Petrolero              | Víctor Agustín Ugarte    | 6 de octubre | 20:00 | Sports TV Rights |

| Petrolero              | 2 - 1 | Universitario de Pando | Federico Ibarra         | 18 de octubre | 15:00 | No               |
| Bolívar                | 4 - 3 | Blooming               | Jesús Bermúdez          | 18 de octubre | 15:00 | No               |
| San José               | 2 - 0 | Sport Boys             | Jesús Bermúdez          | 19 de octubre | 15:00 | Sports TV Rights |
| Nacional Potosí        | 1 - 2 | Wilstermann            | Víctor Agustín Ugarte   | 19 de octubre | 15:00 | No               |
| Universitario de Sucre | 0 - 0 | Real Potosí            | Olímpico Patria         | 19 de octubre | 17:00 | Sports TV Rights |
| Oriente Petrolero      | 2 - 0 | The Strongest          | Ramón Tahuichi Aguilera | 19 de octubre | 19:00 | Sports TV Rights |

| Petrolero              | 1 - 1 | Wilstermann            | Federico Ibarra         | 22 de octubre | 15:00 | Sports TV Rights |
| Universitario de Pando | 2 - 3 | Universitario de Sucre | UAP                     | 22 de octubre | 15:00 | No               |
| Bolívar                | 6 - 1 | San José               | Hernando Siles          | 22 de octubre | 20:00 | No               |
| Sport Boys             | 1 - 1 | The Strongest          | Samuel Vaca             | 23 de octubre | 15:00 | Sports TV Rights |
| Nacional Potosí        | 0 - 0 | Blooming               | Víctor Agustín Ugarte   | 23 de octubre | 20:00 | Sports TV Rights |
| Oriente Petrolero      | 2 - 1 | Real Potosí            | Ramón Tahuichi Aguilera | 23 de octubre | 20:30 | Sports TV Rights |

| Bolívar                | 3 - 3 | Nacional Potosí        | Hernando Siles        | 25 de octubre | 21:15 | Sports TV Rights |
| Real Potosí            | 1 - 0 | Sport Boys             | Víctor Agustín Ugarte | 26 de octubre | 15:00 | No               |
| Universitario de Pando | 0 - 1 | Oriente Petrolero      | UAP                   | 26 de octubre | 15:00 | No               |
| Wilstermann            | 2 - 1 | Universitario de Sucre | Félix Capriles        | 26 de octubre | 16:00 | Sports TV Rights |
| The Strongest          | 1 - 0 | San José               | Hernando Siles        | 26 de octubre | 17:00 | Sports TV Rights |
| Petrolero              | 0 - 1 | Blooming               | Federico Ibarra       | 27 de octubre | 15:00 | Sports TV Rights |

| Universitario de Pando | 0 - 0 | Sport Boys             | UAP                     | 1 de noviembre | 15:00 | No               |
| The Strongest          | 0 - 2 | Real Potosí            | Hernando Siles          | 1 de noviembre | 15:00 | Sports TV Rights |
| Blooming               | 1 - 2 | Universitario de Sucre | Gilberto Parada         | 1 de noviembre | 17:00 | Sports TV Rights |
| Nacional Potosí        | 2 - 0 | San José               | Víctor Agustín Ugarte   | 2 de noviembre | 15:00 | Sports TV Rights |
| Bolívar                | 2 - 0 | Petrolero              | Hernando Siles          | 2 de noviembre | 16:00 | Sports TV Rights |
| Oriente Petrolero      | 2 - 0 | Wilstermann            | Ramón Tahuichi Aguilera | 2 de noviembre | 17:00 | Sports TV Rights |

| Sport Boys             | 1 - 1 | Nacional Potosí | Samuel Vaca             | 5 de noviembre  | 15:00 | Sports TV Rights |
| Universitario de Sucre | 1 - 0 | San José        | Olímpico Patria         | 5 de noviembre  | 20:00 | No               |
| Real Potosí            | 1 - 1 | Blooming        | Víctor Agustín Ugarte   | 5 de noviembre  | 20:00 | No               |
| Oriente Petrolero      | 4 - 0 | Petrolero       | Ramón Tahuichi Aguilera | 5 de noviembre  | 20:30 | Sports TV Rights |
| Universitario de Pando | 1 - 2 | Wilstermann     | UAP                     | 6 de noviembre  | 15:00 | No               |
| The Strongest          | 1 - 1 | Bolívar         | Hernando Siles          | 26 de noviembre | 20:00 | Sports TV Rights |

| Petrolero              | 3 - 0 | San José               | Federico Ibarra         | 8 de noviembre | 15:00 | Sports TV Rights |
| Sport Boys             | 1 - 1 | Blooming               | Samuel Vaca             | 9 de noviembre | 15:00 | Sports TV Rights |
| The Strongest          | 4 - 1 | Wilstermann            | Hernando Siles          | 9 de noviembre | 15:00 | Sports TV Rights |
| Real Potosí            | 1 - 0 | Universitario de Pando | Víctor Agustín Ugarte   | 9 de noviembre | 15:30 | No               |
| Universitario de Sucre | 2 - 1 | Nacional Potosí        | Olímpico Patria         | 9 de noviembre | 17:00 | Sports TV Rights |
| Oriente Petrolero      | 1 - 0 | Bolívar                | Ramón Tahuichi Aguilera | 9 de noviembre | 19:00 | Sports TV Rights |

| Bolívar         | 5 - 1 | Sport Boys             | Hernando Siles          | 12 de noviembre | 20:00 | Sports TV Rights |
| Nacional Potosí | 1 - 0 | Oriente Petrolero      | Víctor Agustín Ugarte   | 12 de noviembre | 20:00 | Sports TV Rights |
| Blooming        | 0 - 1 | The Strongest          | Ramón Tahuichi Aguilera | 12 de noviembre | 20:30 | No               |
| San José        | 2 - 1 | Universitario de Pando | Jesús Bermúdez          | 13 de noviembre | 20:00 | Sports TV Rights |
| Wilstermann     | 1 - 0 | Real Potosí            | Félix Capriles          | 13 de noviembre | 20:00 | Sports TV Rights |
| Petrolero       | 2 - 1 | Universitario de Sucre | Federico Ibarra         | 16 de noviembre | 15:30 | Sports TV Rights |

| San José               | 6 - 2 | Real Potosí            | Jesús Bermúdez          | 22 de noviembre | 15:30 | Sports TV Rights |
| Wilstermann            | 1 - 2 | Sport Boys             | Félix Capriles          | 22 de noviembre | 20:00 | Sports TV Rights |
| Universitario de Pando | 1 - 3 | The Strongest          | UAP                     | 23 de noviembre | 16:00 | No               |
| Nacional Potosí        | 3 - 1 | Petrolero              | Víctor Agustín Ugarte   | 23 de noviembre | 16:00 | No               |
| Bolívar                | 2 - 1 | Universitario de Sucre | Hernando Siles          | 23 de noviembre | 17:00 | Sports TV Rights |
| Blooming               | 3 - 2 | Oriente Petrolero      | Ramón Tahuichi Aguilera | 23 de noviembre | 20:00 | Sports TV Rights |

| Petrolero              | 0 - 0 | Sport Boys             | Federico Ibarra         | 29 de noviembre | 15:30 | Sports TV Rights |
| San José               | 2 - 0 | Wilstermann            | Jesús Bermúdez          | 30 de noviembre | 15:00 | Sports TV Rights |
| Nacional Potosí        | 1 - 3 | The Strongest          | Víctor Agustín Ugarte   | 30 de noviembre | 15:00 | No               |
| Bolívar                | 6 - 1 | Real Potosí            | Hernando Siles          | 30 de noviembre | 16:00 | No               |
| Universitario de Sucre | 0 - 2 | Oriente Petrolero      | Olímpico Patria         | 30 de noviembre | 17:00 | Sports TV Rights |
| Blooming               | 3 - 0 | Universitario de Pando | Ramón Tahuichi Aguilera | 30 de noviembre | 19:00 | Sports TV Rights |
| 1.                     |       |                        |                         |                 |       |                  |

| Sport Boys             | 1 - 1 | Universitario de Sucre | Samuel Vaca             | 6 de diciembre | 15:00 | No               |
| Wilstermann            | 1 - 1 | Blooming               | Félix Capriles          | 6 de diciembre | 20:00 | Sports TV Rights |
| Universitario de Pando | 0 - 2 | Bolívar                | UAP                     | 7 de diciembre | 15:00 | Sports TV Rights |
| The Strongest          | 4 - 0 | Petrolero              | Hernando Siles          | 7 de diciembre | 15:00 | No               |
| Real Potosí            | 2 - 2 | Nacional Potosí        | Víctor Agustín Ugarte   | 7 de diciembre | 15:30 | No               |
| Oriente Petrolero      | 1 - 0 | San José               | Ramón Tahuichi Aguilera | 7 de diciembre | 19:00 | Sports TV Rights |

| Petrolero              | 2 - 0 | Real Potosí            | Federico Ibarra         | 13 de diciembre | 15:30 | No               |
| Nacional Potosí        | 3 - 2 | Universitario de Pando | Víctor Augustín Ugarte  | 13 de diciembre | 15:30 | No               |
| San José               | 2 - 0 | Blooming               | Jesús Bermúdez          | 14 de diciembre | 15:00 | Sports TV Rights |
| Universitario de Sucre | 3 - 2 | The Strongest          | Olímpico Patria         | 14 de diciembre | 15:00 | Sports TV Rights |
| Oriente Petrolero      | 3 - 0 | Sport Boys             | Ramón Tahuichi Aguilera | 14 de diciembre | 17:00 | Sports TV Rights |
| Bolívar                | 1 - 0 | Wilstermann            | Hernando Siles          | 14 de diciembre | 17:00 | Sports TV Rights |

| Real Potosí            | 2 - 0 | Universitario de Sucre | Víctor Agustín Ugarte   | 10 de diciembre | 20:00 | No               |
| Sport Boys             | 2 - 0 | San José               | Samuel Vaca             | 17 de diciembre | 15:00 | No               |
| Universitario de Pando | 2 - 0 | Petrolero              | UAP                     | 21 de diciembre | 15:00 | No               |
| Wilstermann            | 5 - 2 | Nacional Potosí        | Félix Capriles          | 21 de diciembre | 15:00 | Sports TV Rights |
| The Strongest          | 2 - 1 | Oriente Petrolero      | Hernando Siles          | 21 de diciembre | 17:00 | Sports TV Rights |
| Blooming               | 0 - 3 | Bolívar                | Ramón Tahuichi Aguilera | 21 de diciembre | 17:00 | Sports TV Rights |

|                            |
| Campeón Bolívar 19º título |

## Torneo Clausura

### Tabla de posiciones
| Pos. | Equipos                | PJ | PG | PE | PP | GF | GC | Dif. | Pts. |
| ---- | ---------------------- | -- | -- | -- | -- | -- | -- | ---- | ---- |
| 1.   | Bolívar (C)            | 22 | 14 | 4  | 4  | 44 | 22 | +22  | 46   |
| 2.   | The Strongest          | 22 | 12 | 6  | 4  | 48 | 28 | +20  | 42   |
| 3.   | Wilstermann            | 22 | 10 | 9  | 3  | 23 | 15 | +8   | 39   |
| 4.   | Blooming               | 22 | 9  | 8  | 5  | 32 | 22 | +10  | 35   |
| 5.   | Oriente Petrolero      | 22 | 9  | 7  | 6  | 39 | 25 | +14  | 34   |
| 6.   | Real Potosí            | 22 | 10 | 3  | 9  | 30 | 23 | +7   | 33   |
| 7.   | San José               | 22 | 7  | 6  | 9  | 33 | 29 | 4    | 27   |
| 8.   | Petrolero              | 22 | 5  | 11 | 6  | 21 | 25 | -4   | 26   |
| 9.   | Universitario de Sucre | 22 | 7  | 3  | 12 | 27 | 36 | -9   | 24   |
| 10.  | Nacional Potosí        | 22 | 5  | 8  | 9  | 24 | 29 | -5   | 23   |
| 11.  | Sport Boys             | 22 | 5  | 3  | 14 | 24 | 42 | -18  | 18   |
| 12.  | Universitario de Pando | 22 | 2  | 6  | 14 | 15 | 64 | -49  | 12   |

|                   |                                             |
| Copa Sudamericana | Clasificado para la Copa Sudamericana 2016. |

### Evolución de los equipos
| Fecha                  | 1  | 2  | 3  | 4  | 5  | 6  | 7  | 8  | 9  | 10 | 11 | 12 | 13 | 14 | 15 | 16 | 17 | 18 | 19 | 20 | 21 | 22 |
| Fecha                  |    |    |    |    |    |    |    |    |    |    |    |    |    |    |    |    |    |    |    |    |    |    |
| ---------------------- | -- | -- | -- | -- | -- | -- | -- | -- | -- | -- | -- | -- | -- | -- | -- | -- | -- | -- | -- | -- | -- | -- |
| Blooming               | 3  | 3  | 4  | 5  | 5  | 4  | 4  | 3  | 2  | 2  | 5  | 4  | 5  | 5  | 5  | 4  | 4  | 4  | 5  | 5  | 5  | 4  |
| Bolívar                | 3  | 1  | 1  | 1  | 1  | 1  | 1  | 1  | 1  | 1  | 1  | 1  | 1  | 1  | 1  | 1  | 1  | 1  | 1  | 1  | 1  | 1  |
| Nacional Potosí        | 5  | 9  | 9  | 9  | 9  | 10 | 11 | 11 | 11 | 11 | 11 | 11 | 11 | 11 | 9  | 9  | 9  | 9  | 9  | 9  | 9  | 10 |
| Oriente Petrolero      | 1  | 6  | 6  | 6  | 6  | 5  | 5  | 7  | 3  | 3  | 4  | 2  | 2  | 3  | 2  | 3  | 2  | 3  | 3  | 4  | 4  | 5  |
| Petrolero              | 2  | 2  | 3  | 3  | 2  | 6  | 6  | 6  | 8  | 7  | 8  | 7  | 8  | 7  | 6  | 6  | 6  | 6  | 7  | 8  | 7  | 8  |
| Real Potosí            | 9  | 12 | 10 | 10 | 7  | 8  | 9  | 8  | 7  | 6  | 6  | 6  | 6  | 8  | 8  | 7  | 7  | 7  | 6  | 6  | 6  | 6  |
| San José               | 7  | 4  | 2  | 4  | 4  | 2  | 2  | 4  | 6  | 8  | 7  | 8  | 7  | 6  | 7  | 8  | 8  | 8  | 8  | 7  | 8  | 7  |
| Sport Boys             | 9  | 11 | 12 | 12 | 12 | 12 | 12 | 12 | 12 | 12 | 12 | 12 | 12 | 12 | 12 | 12 | 12 | 11 | 12 | 12 | 11 | 11 |
| The Strongest          | 5  | 4  | 5  | 2  | 3  | 3  | 3  | 2  | 4  | 4  | 2  | 3  | 3  | 2  | 3  | 2  | 3  | 2  | 2  | 2  | 2  | 2  |
| Universitario de Pando | 12 | 10 | 11 | 11 | 11 | 11 | 10 | 10 | 9  | 9  | 10 | 10 | 10 | 10 | 11 | 11 | 11 | 12 | 11 | 11 | 12 | 12 |
| Universitario de Sucre | 11 | 7  | 7  | 7  | 8  | 9  | 8  | 9  | 10 | 10 | 9  | 9  | 9  | 9  | 10 | 10 | 10 | 10 | 10 | 10 | 10 | 9  |
| Wilstermann            | 7  | 8  | 8  | 8  | 10 | 7  | 7  | 5  | 5  | 5  | 3  | 5  | 4  | 4  | 4  | 5  | 5  | 5  | 4  | 3  | 3  | 3  |

### Resultados
| Local / Visita         | BLO | BOL | NAL | OP  | PET | RPO | SJ  | SB  | TS  | UAP | UNI | WIL |
| ---------------------- | --- | --- | --- | --- | --- | --- | --- | --- | --- | --- | --- | --- |
| Blooming               |     | 1–0 | 2–0 | 2–1 | 3–0 | 3–0 | 2–2 | 2–0 | 2–1 | 1–1 | 2–0 | 0–0 |
| Bolívar                | 4–3 |     | 3–1 | 2–1 | 4–1 | 2–1 | 1–0 | 5–0 | 1–1 | 4–0 | 3–0 | 1–0 |
| Nacional Potosí        | 1–0 | 1–2 |     | 1–0 | 0–0 | 2–2 | 2–3 | 1–1 | 4–3 | 3–0 | 0–1 | 0–1 |
| Oriente Petrolero      | 1–0 | 3–0 | 2–2 |     | 0–0 | 1–1 | 4–0 | 3–1 | 0–0 | 3–0 | 2–2 | 2–0 |
| Petrolero              | 0–0 | 1–1 | 0–0 | 1–1 |     | 0–1 | 0–0 | 2–1 | 3–2 | 2–2 | 3–0 | 1–2 |
| Real Potosí            | 3–0 | 0–2 | 0–1 | 2–0 | 1–0 |     | 2–0 | 2–0 | 1–2 | 6–0 | 0–2 | 1–1 |
| San José               | 2–2 | 0–2 | 1–0 | 4–1 | 1–1 | 0–2 |     | 2–1 | 1–2 | 6–0 | 6–0 | 1–1 |
| Sport Boys             | 1–1 | 3–2 | 0–0 | 0–2 | 1–2 | 1–2 | 3–2 |     | 1–2 | 3–0 | 2–1 | 0–1 |
| The Strongest          | 1–1 | 1–0 | 2–2 | 4–3 | 4–2 | 3–0 | 1–0 | 6–2 |     | 5–0 | 3–0 | 2–2 |
| Universitario de Pando | 2–2 | 1–2 | 2–0 | 1–6 | 0–0 | 0–3 | 0–2 | 1–3 | 2–2 |     | 1–0 | 1–1 |
| Universitario de Sucre | 1–3 | 2–2 | 2–1 | 1–2 | 1–2 | 1–0 | 0–0 | 2–0 | 0–1 | 9–1 |     | 2–1 |
| Wilstermann            | 1–0 | 1–1 | 2–2 | 1–1 | 0–0 | 2–0 | 2–0 | 1–0 | 1–0 | 1–0 | 1–0 |     |

### Calendario
| The Strongest          | 2 - 2 | Nacional Potosí        | Hernando Siles          | 16 de enero | 20:00 | Sports TV Rights |
| Universitario de Pando | 1 - 6 | Oriente Petrolero      | UAP                     | 17 de enero | 15:00 | No               |
| Petrolero              | 3 - 0 | Universitario de Sucre | Federico Ibarra         | 17 de enero | 17:15 | No               |
| San José               | 1 - 1 | Wilstermann            | Jesús Bermúdez          | 18 de enero | 15:00 | Sports TV Rights |
| Real Potosí            | 0 - 2 | Bolívar                | Víctor Agustín Ugarte   | 18 de enero | 17:15 | Sports TV Rights |
| Blooming               | 2 - 0 | Sport Boys             | Ramón Tahuichi Aguilera | 18 de enero | 19:30 | Sports TV Rights |

| Universitario de Sucre | 1 - 0 | Real Potosí            | Olímpico Patria         | 23 de enero | 20:00 | Sports TV Rights |
| Sport Boys             | 1 - 2 | The Strongest          | Samuel Vaca             | 24 de enero | 15:00 | Sports TV Rights |
| Blooming               | 1 - 1 | Universitario de Pando | Ramón Tahuichi Aguilera | 24 de enero | 17:00 | Sports TV Rights |
| Nacional Potosí        | 2 - 3 | San José               | Víctor Agustín Ugarte   | 25 de enero | 15:00 | Sports TV Rights |
| Bolívar                | 2 - 1 | Oriente Petrolero      | Hernando Siles          | 25 de enero | 16:00 | Sports TV Rights |
| Wilstermann            | 0 - 0 | Petrolero              | Félix Capriles          | 25 de enero | 17:15 | No               |

| Universitario de Pando | 1 - 2 | Bolívar                | UAP                     | 28 de enero | 15:00 |
| Real Potosí            | 1 - 1 | Wilstermann            | Víctor Agustín Ugarte   | 28 de enero | 17:00 |
| The Strongest          | 1 - 1 | Blooming               | Hernando Siles          | 28 de enero | 20:00 |
| Petrolero              | 0 - 0 | Nacional Potosí        | Federico Ibarra         | 29 de enero | 15:30 |
| San José               | 2 - 1 | Sport Boys             | Jesús Bermúdez          | 29 de enero | 20:00 |
| Oriente Petrolero      | 2 - 2 | Universitario de Sucre | Ramón Tahuichi Aguilera | 29 de enero | 20:30 |

| The Strongest          | 5 - 0 | Universitario de Pando | Hernando Siles          | 31 de enero  | 15:00 |
| Nacional Potosí        | 2 - 2 | Real Potosí            | Víctor Agustín Ugarte   | 1 de febrero | 15:00 |
| Wilstermann            | 1 - 1 | Oriente Petrolero      | Félix Capriles          | 1 de febrero | 16:00 |
| Universitario de Sucre | 2 - 2 | Bolívar                | Olímpico Patria         | 1 de febrero | 17:15 |
| Blooming               | 2 - 2 | San José               | Ramón Tahuichi Aguilera | 1 de febrero | 19:30 |
| Sport Boys             | 1 - 2 | Petrolero              | Samuel Vaca             | 2 de febrero | 15:30 |

| Real Potosí            | 2 - 0 | Sport Boys             | Víctor Agustín Ugarte   | 6 de febrero  | 19:00 |
| Universitario de Pando | 1 - 0 | Universitario de Sucre | UAP                     | 7 de febrero  | 15:00 |
| Oriente Petrolero      | 2 - 2 | Nacional Potosí        | Ramón Tahuichi Aguilera | 7 de febrero  | 19:00 |
| Petrolero              | 0 - 0 | Blooming               | Federico Ibarra         | 8 de febrero  | 15:30 |
| Bolívar                | 1 - 0 | Wilstermann            | Hernando Siles          | 8 de febrero  | 16:00 |
| The Strongest          | 1 - 0 | San José               | Hernando Siles          | 13 de febrero | 20:00 |

| San José        | 6 - 0 | Universitario de Pando | Jesús Bermúdez          | 10 de febrero | 20:00 |
| Blooming        | 3 - 0 | Real Potosí            | Ramón Tahuichi Aguilera | 11 de febrero | 20:30 |
| Sport Boys      | 0 - 2 | Oriente Petrolero      | Ramón Tahuichi Aguilera | 12 de febrero | 19:30 |
| Nacional Potosí | 1 - 2 | Bolívar                | Víctor Agustín Ugarte   | 12 de febrero | 20:00 |
| Wilstermann     | 1 - 0 | Universitario de Sucre | Félix Capriles          | 12 de febrero | 20:00 |
| The Strongest   | 4 - 2 | Petrolero              | Hernando Siles          | 25 de marzo   | 20:00 |

| Universitario de Pando | 1 - 1 | Wilstermann     | UAP                     | 19 de febrero | 15:00 |
| Bolívar                | 5 - 0 | Sport Boys      | Hernando Siles          | 19 de febrero | 20:00 |
| Universitario de Sucre | 2 - 1 | Nacional Potosí | Olímpico Patria         | 19 de febrero | 20:00 |
| Oriente Petrolero      | 1 - 0 | Blooming        | Ramón Tahuichi Aguilera | 25 de febrero | 21:30 |
| Real Potosí            | 1 - 2 | The Strongest   | Víctor Agustín Ugarte   | 11 de marzo   | 19:30 |
| Petrolero              | 0 - 0 | San José        | Federico Ibarra         | 31 de marzo   | 15:30 |

| Petrolero       | 2 - 2 | Universitario de Pando | Federico Ibarra         | 21 de febrero | 15:30 |
| San José        | 0 - 2 | Real Potosí            | Jesús Bermúdez          | 21 de febrero | 16:00 |
| The Strongest   | 4 - 3 | Oriente Petrolero      | Hernando Siles          | 21 de febrero | 20:00 |
| Sport Boys      | 2 - 1 | Universitario de Sucre | Federico Ibarra         | 22 de febrero | 15:00 |
| Nacional Potosí | 0 - 1 | Wilstermann            | Víctor Agustín Ugarte   | 22 de febrero | 15:00 |
| Blooming        | 1 - 0 | Bolívar                | Ramón Tahuichi Aguilera | 22 de febrero | 18:15 |

| Wilstermann            | 1 - 0 | Sport Boys      | Félix Capriles          | 27 de febrero | 20:00 |
| Universitario de Sucre | 1 - 3 | Blooming        | Olímpico Patria         | 28 de febrero | 15:00 |
| Real Potosí            | 1 - 0 | Petrolero       | Víctor Agustín Ugarte   | 28 de febrero | 15:30 |
| Universitario de Pando | 2 - 0 | Nacional Potosí | UAP                     | 1 de marzo    | 15:00 |
| Bolívar                | 1 - 1 | The Strongest   | Hernando Siles          | 1 de marzo    | 16:00 |
| Oriente Petrolero      | 4 - 0 | San José        | Ramón Tahuichi Aguilera | 1 de marzo    | 19:00 |

| Sport Boys    | 0 - 0 | Nacional Potosí        | Samuel Vaca             | 6 de marzo | 15:00 |
| Petrolero     | 1 - 1 | Oriente Petrolero      | Federico Ibarra         | 7 de marzo | 15:30 |
| San José      | 0 - 2 | Bolívar                | Jesús Bermúdez          | 8 de marzo | 15:00 |
| Real Potosí   | 6 - 0 | Universitario de Pando | Víctor Agustín Ugarte   | 8 de marzo | 17:15 |
| Blooming      | 0 - 0 | Wilstermann            | Ramón Tahuichi Aguilera | 8 de marzo | 19:00 |
| The Strongest | 3 - 0 | Universitario de Sucre | Hernando Siles          | 1 de abril | 20:00 |

| Universitario de Pando | 1 - 3 | Sport Boys    | UAP                     | 13 de marzo | 15:00 |
| Bolívar                | 4 - 1 | Petrolero     | Hernando Siles          | 14 de marzo | 16:00 |
| Universitario de Sucre | 0 - 0 | San José      | Olímpico Patria         | 14 de marzo | 17:15 |
| Nacional Potosí        | 1 - 0 | Blooming      | Víctor Agustín Ugarte   | 15 de marzo | 15:00 |
| Wilstermann            | 1 - 0 | The Strongest | Félix Capriles          | 15 de marzo | 17:15 |
| Oriente Petrolero      | 1 - 1 | Real Potosí   | Ramón Tahuichi Aguilera | 15 de marzo | 19:30 |

| Universitario de Sucre | 1 - 2 | Petrolero              | Olímpico Patria         | 18 de marzo | 15:00 |
| Sport Boys             | 1 - 1 | Blooming               | Samuel Vaca             | 18 de marzo | 15:15 |
| Bolívar                | 2 - 1 | Real Potosí            | Hernando Siles          | 18 de marzo | 20:00 |
| Oriente Petrolero      | 3 - 0 | Universitario de Pando | Ramón Tahuichi Aguilera | 18 de marzo | 20:30 |
| Wilstermann            | 2 - 0 | San José               | Félix Capriles          | 29 de abril | 20:00 |
| Nacional Potosí        | 4 - 3 | The Strongest          | Víctor Agustín Ugarte   | 29 de abril | 20:00 |

| Petrolero              | 1 - 2 | Wilstermann            | Federico Ibarra         | 21 de marzo | 15:00 |
| Universitario de Pando | 2 - 2 | Blooming               | UAP                     | 21 de marzo | 15:00 |
| The Strongest          | 6 - 2 | Sport Boys             | Hernando Siles          | 21 de marzo | 19:30 |
| Real Potosí            | 0 - 2 | Universitario de Sucre | Víctor Agustín Ugarte   | 22 de marzo | 15:30 |
| San José               | 1 - 0 | Nacional Potosí        | Jesús Bermúdez          | 22 de marzo | 15:30 |
| Oriente Petrolero      | 3 - 0 | Bolívar                | Ramón Tahuichi Aguilera | 22 de marzo | 18:30 |

| Nacional Potosí        | 0 - 0 | Petrolero              | Víctor Agustín Ugarte   | 3 de abril | 20:00 |
| Universitario de Sucre | 1 - 2 | Oriente Petrolero      | Olímpico Patria         | 4 de abril | 16:00 |
| Wilstermann            | 2 - 0 | Real Potosí            | Félix Capriles          | 4 de abril | 18:15 |
| Bolívar                | 4 - 0 | Universitario de Pando | Hernando Siles          | 5 de abril | 16:00 |
| Blooming               | 2 - 1 | The Strongest          | Ramón Tahuichi Aguilera | 5 de abril | 18:15 |
| Sport Boys             | 3 - 2 | San José               | Samuel Vaca             | 13 de mayo | 16:00 |

| San José               | 2 - 2 | Blooming               | Jesús Bermúdez          | 11 de abril | 15:00 |
| Bolívar                | 3 - 0 | Universitario de Sucre | Hernando Siles          | 11 de abril | 16:00 |
| Petrolero              | 2 - 1 | Sport Boys             | Federico Ibarra         | 12 de abril | 15:00 |
| Universitario de Pando | 2 - 2 | The Strongest          | UAP                     | 12 de abril | 15:00 |
| Real Potosí            | 0 - 1 | Nacional Potosí        | Víctor Agustín Ugarte   | 12 de abril | 17:15 |
| Oriente Petrolero      | 2 - 0 | Wilstermann            | Ramón Tahuichi Aguilera | 12 de abril | 19:30 |

| Blooming               | 3 - 0 | Petrolero              | Ramón Tahuichi Aguilera | 17 de abril | 20:30 |
| Sport Boys             | 1 - 2 | Real Potosí            | Samuel Vaca             | 18 de abril | 15:00 |
| San José               | 1 - 2 | The Strongest          | Jesús Bermúdez          | 19 de abril | 15:00 |
| Wilstermann            | 1 - 1 | Bolívar                | Félix Capriles          | 19 de abril | 17:15 |
| Nacional Potosí        | 1 - 0 | Oriente Petrolero      | Víctor Agustín Ugarte   | 19 de abril | 20:30 |
| Universitario de Sucre | 9 - 1 | Universitario de Pando | Olímpico Patria         | 19 de mayo  | 20:00 |

| Petrolero              | 3 - 2 | The Strongest   | Federico Ibarra         | 8 de abril  | 15:00 |
| Universitario de Pando | 0 - 2 | San José        | UAP                     | 22 de abril | 15:00 |
| Bolívar                | 3 - 1 | Nacional Potosí | Hernando Siles          | 22 de abril | 20:00 |
| Real Potosí            | 3 - 0 | Blooming        | Víctor Agustín Ugarte   | 22 de abril | 20:00 |
| Oriente Petrolero      | 3 - 1 | Sport Boys      | Ramón Tahuichi Aguilera | 22 de abril | 20:30 |
| Universitario de Sucre | 2 - 1 | Wilstermann     | Olímpico Patria         | 13 de mayo  | 20:00 |

| San José        | 1 - 1 | Petrolero              | Jesús Bermúdez          | 25 de abril | 15:30 |
| Nacional Potosí | 0 - 1 | Universitario de Sucre | Víctor Agustín Ugarte   | 25 de abril | 17:00 |
| Wilstermann     | 1 - 0 | Universitario de Pando | Félix Capriles          | 25 de abril | 19:15 |
| Sport Boys      | 3 - 2 | Bolívar                | Samuel Vaca             | 26 de abril | 15:30 |
| The Strongest   | 3 - 0 | Real Potosí            | Hernando Siles          | 26 de abril | 15:30 |
| Blooming        | 2 - 1 | Oriente Petrolero      | Ramón Tahuichi Aguilera | 26 de abril | 18:00 |

| Bolívar                | 4 - 3 | Blooming        | Hernando Siles          | 1 de mayo | 16:00 |
| Universitario de Sucre | 2 - 0 | Sport Boys      | Olímpico Patria         | 1 de mayo | 19:30 |
| Universitario de Pando | 0 - 0 | Petrolero       | UAP                     | 2 de mayo | 15:00 |
| Real Potosí            | 2 - 0 | San José        | Víctor Agustín Ugarte   | 3 de mayo | 15:00 |
| Wilstermann            | 2 - 2 | Nacional Potosí | Félix Capriles          | 3 de mayo | 17:15 |
| Oriente Petrolero      | 0 - 0 | The Strongest   | Ramón Tahuichi Aguilera | 4 de mayo | 20:30 |

| Sport Boys      | 0 - 1 | Wilstermann            | Samuel Vaca             | 6 de mayo | 15:00 |
| Petrolero       | 0 - 1 | Real Potosí            | Federico Ibarra         | 7 de mayo | 15:00 |
| San José        | 4 - 1 | Oriente Petrolero      | Jesús Bermúdez          | 7 de mayo | 20:00 |
| Nacional Potosí | 3 - 0 | Universitario de Pando | Víctor Agustín Ugarte   | 7 de mayo | 20:00 |
| The Strongest   | 1 - 0 | Bolívar                | Hernando Siles          | 7 de mayo | 20:00 |
| Blooming        | 2 - 0 | Universitario de Sucre | Ramón Tahuichi Aguilera | 7 de mayo | 20:30 |

| Nacional Potosí        | 1 - 1 | Sport Boys    | Víctor Agustín Ugarte   | 10 de mayo | 15:00 |
| Universitario de Pando | 0 - 3 | Real Potosí   | UAP                     | 10 de mayo | 15:00 |
| Wilstermann            | 1 - 0 | Blooming      | Félix Capriles          | 10 de mayo | 15:00 |
| Oriente Petrolero      | 0 - 0 | Petrolero     | Ramón Tahuichi Aguilera | 10 de mayo | 17:30 |
| Bolívar                | 1 - 0 | San José      | Hernando Siles          | 10 de mayo | 17:30 |
| Universitario de Sucre | 0 - 1 | The Strongest | Olímpico Patria         | 10 de mayo | 17:30 |

| Petrolero     | 1 - 1 | Bolívar                | Federico Ibarra         | 17 de mayo | 15:00 |
| Sport Boys    | 3 - 0 | Universitario de Pando | Samuel Vaca             | 17 de mayo | 15:00 |
| San José      | 6 - 0 | Universitario de Sucre | Jesús Bermúdez          | 17 de mayo | 16:00 |
| The Strongest | 2 - 2 | Wilstermann            | Hernando Siles          | 17 de mayo | 16:00 |
| Real Potosí   | 2 - 0 | Oriente Petrolero      | Víctor Agustín Ugarte   | 17 de mayo | 16:00 |
| Blooming      | 2 - 0 | Nacional Potosí        | Ramón Tahuichi Aguilera | 17 de mayo | 18:30 |

|                            |
| Campeón Bolívar 20º título |

## Tabla Acumulada
|                   | Pos. | Equipos                | PJ | PG | PE | PP | GF | GC  | Dif. | Pts. |
| ----------------- | ---- | ---------------------- | -- | -- | -- | -- | -- | --- | ---- | ---- |
|                   | 1.   | Bolivar                | 44 | 28 | 8  | 8  | 96 | 45  | +51  | 92   |
|                   | 2.   | The Strongest          | 44 | 23 | 10 | 11 | 87 | 54  | +33  | 79   |
|                   | 3.   | Oriente Petrolero      | 44 | 22 | 10 | 12 | 72 | 43  | +29  | 76   |
| Copa Sudamericana | 4.   | Wilstermann            | 44 | 19 | 16 | 9  | 53 | 40  | +13  | 73   |
| Copa Sudamericana | 5.   | Blooming               | 44 | 17 | 15 | 12 | 61 | 52  | +9   | 66   |
| Copa Sudamericana | 6.   | Real Potosí            | 44 | 18 | 9  | 17 | 53 | 51  | +2   | 63   |
|                   | 7.   | San José               | 44 | 18 | 7  | 19 | 67 | 62  | +5   | 61   |
|                   | 8.   | Universitario de Sucre | 44 | 16 | 5  | 23 | 53 | 71  | -18  | 53   |
|                   | 9.   | Petrolero              | 44 | 12 | 16 | 16 | 48 | 66  | -18  | 52   |
|                   | 10.  | Nacional Potosí        | 44 | 12 | 13 | 19 | 53 | 61  | -8   | 49   |
|                   | 11.  | Sport Boys             | 44 | 8  | 14 | 22 | 45 | 70  | -25  | 38   |
|                   | 12.  | Universitario de Pando | 44 | 5  | 9  | 30 | 33 | 106 | -73  | 24   |

|                   |                                        |
|                   | Clasificados a Copa Libertadores 2016. |
| Copa Sudamericana | Clasificados a Copa Sudamericana 2016. |

El puntaje acumulado de un equipo es la suma del obtenido en los torneos Apertura 2014 y Clausura 2015. Éste puntaje determinó al cierre de temporada la clasificación de los representantes de la LFPB en los torneos de Conmebol del año siguiente.
- Para la Copa Libertadores 2016 clasificaron 3: los campeones del Torneo Apertura y Clausura como Bolivia 1 y 2 respectivamente y el mejor colocado, sin contar a los mencionados anteriormente, como Bolivia 3.

- Para la Copa Sudamericana 2016 clasificaron 4: Los 4 mejores posicionados, excluyendo a los equipos clasificados a la Copa Libertadores.

- Solamente si un club fuese campeón del Torneo Apertura y Clausura, clasificaría a la Copa Libertadores 2016 y a la Copa Sudamericana 2016, ambos como Bolivia 1.

En caso de paridad de puntos entre dos equipos en el primer puesto se define al mejor en un partido extra. Si la igualdad se produce entre dos equipos que no sea para el primer puesto, se toma en cuenta la diferencia de goles. El campeón de cada certamen asegura su participación en la Copa Libertadores como Bolivia 1 o 2, sin depender de la posición que ocupe en esta tabla.

## Sistema de descenso
Para establecer el descenso directo e indirecto al final de la Temporada 2014–2015, se aplicó el punto promedio a los torneos de las Temporadas 2013/14 y 2014/15.

| Pos. | Equipos                | 2013/14 | 2014/15 | Total | PJ | Prom.  |
| ---- | ---------------------- | ------- | ------- | ----- | -- | ------ |
| 1.   | Bolívar                | 76      | 92      | 168   | 88 | 1.9091 |
| 2.   | The Strongest          | 85      | 79      | 164   | 88 | 1.8636 |
| 3.   | San José               | 80      | 61      | 141   | 88 | 1.6023 |
| 4.   | Oriente Petrolero      | 58      | 76      | 134   | 88 | 1.5227 |
| 5.   | Wilstermann            | 61      | 73      | 134   | 88 | 1.5227 |
| 6.   | Real Potosí            | 67      | 63      | 130   | 88 | 1.4772 |
| 7.   | Universitario de Sucre | 71      | 53      | 124   | 88 | 1.4091 |
| 8.   | Blooming               | 43      | 66      | 109   | 88 | 1.2386 |
| 9.   | Petrolero              | –       | 52      | 52    | 44 | 1.1818 |
| 10.  | Nacional Potosí        | 52      | 49      | 101   | 88 | 1.1477 |
| 11.  | Sport Boys             | 50      | 38      | 88    | 88 | 1.0000 |
| 12.  | Universitario de Pando | –       | 24      | 24    | 44 | 0.5455 |

|       |                                                                    |
|       | Disputó el descenso indirecto contra el subcampeón del Nacional B. |
| Salió | Descendió a la Segunda División de Bolivia.                        |

### Partidos de ascenso y descenso indirecto
Atlético Bermejo y Sport Boys penúltimo en la tabla promedio de la liga, se enfrentaron en partidos de ida y vuelta previo al sorteo de las localías. Al haber persistido empate en puntos, jugaron un partido extra en cancha neutral y aun si mantenían la paridad se hubiese definido mediante ejecución de tiros desde el punto penal. El ganador obtuvo un lugar en la temporada 2015/16.

#### Atlético Bermejo - Sport Boys
| 31 de mayo de 2015, 15:30 (UTC-4) | Atlético Bermejo                                                | 3:1 (0:1) | Sport Boys           | Fabián Tintilay, Bermejo |                         |
|                                   | Facundo Yáñez 47' · Limbert Méndez 50' · Uellington Martins 61' | Reporte   | Anderson Gonzaga 30' | Árbitro(s): Gery Vargas  | Árbitro(s): Gery Vargas |

| 4 de junio de 2015, 15:30 (UTC-4) | Sport Boys                                                                                        | 4:1 (1:0) | Atlético Bermejo       | Samuel Vaca, Warnes     |                         |
|                                   | Juan Pablo Fernández 16' · José Alfredo Castillo 50' · Alejandro Gómez 66' · Anderson Gonzaga 71' | [http://www.lostiempos.com/diario/actualidad/deportes/20150604/sport-boys-golea-a-atletico-bermejo-y-obliga-a-un-tercer_304045_672217.html (enlace roto disponible en Internet Archive; véase el historial, la primera versión y la última). Reporte] | Uellington Martins 87' | Árbitro(s): José Jordán | Árbitro(s): José Jordán |

Desempate
| 7 de junio de 2015, 15:30 (UTC-4) | Atlético Bermejo | 0:2 (0:0) | Sport Boys                            | Félix Capriles, Cochabamba  |                             |
|                                   |                  | Reporte   | Marcos Ovejero 82' · Carlos Pinto 90' | Árbitro(s): Oscar Maldonado | Árbitro(s): Oscar Maldonado |

### Clasificación Final
|                                                    |                                            |
| Atlético Bermejo (Se Mantiene en Segunda División) | Sport Boys (Permanece en Primera División) |

## Goleadores

### Torneo Apertura
| Jugador              | Jugador           | Goles | Jugada | Cabeza | T. Libre | Penal | Equipo          |
| -------------------- | ----------------- | ----- | ------ | ------ | -------- | ----- | --------------- |
| Bandera de España    | Juanmi Callejón   | 15    | 9      | 3      | 2        | 1     | Bolívar         |
| Bandera de Ecuador   | Carlos Tenorio    | 12    | 10     | 2      | 0        | 0     | Bolívar         |
| Bandera de Argentina | Sergio Almiron    | 9     | 5      | 1      | 0        | 3     | Blooming        |
| Bandera de Paraguay  | Carlos Neumann    | 8     | 6      | 2      | 0        | 0     | Wilstermann     |
| Bandera de Bolivia   | Óscar Díaz        | 8     | 8      | 0      | 0        | 0     | Wilstermann     |
| Bandera de Bolivia   | Rodrigo Ramallo   | 8     | 7      | 1      | 0        | 0     | The Strongest   |
| Bandera de Brasil    | Anderson da Silva | 8     | 7      | 1      | 0        | 0     | Nacional Potosí |
| Bandera de Argentina | Mauro Bustamante  | 8     | 5      | 1      | 0        | 2     | San José        |
| Bandera de Bolivia   | Pablo Escobar     | 8     | 6      | 0      | 2        | 2     | The Strongest   |

### Torneo Clausura
| Jugador              | Jugador           | Goles | Jugada | Cabeza | T. Libre | Penal | Equipo                 |
| -------------------- | ----------------- | ----- | ------ | ------ | -------- | ----- | ---------------------- |
| Bandera de Argentina | Martín Palavicini | 13    | 8      | 2      | 0        | 3     | Universitario de Sucre |
| Bandera de Francia   | Hugo Bargas       | 11    | 7      | 3      | 0        | 1     | Blooming               |
| Bandera de Bolivia   | Gilbert Álvarez   | 9     | 8      | 1      | 0        | 0     | Real Potosí            |
| Bandera de España    | Juanmi Callejón   | 9     | 4      | 1      | 2        | 2     | Bolívar                |
| Bandera de Bolivia   | Yasmani Duk       | 9     | 5      | 2      | 0        | 2     | Oriente Petrolero      |

## Entrenadores

### Torneo Apertura
| Equipo                 | Fechas            | Entrenador                       |
| ---------------------- | ----------------- | -------------------------------- |
| Blooming               | 1ª a 21ª          | Mauricio Soria                   |
| Blooming               | 22ª               | Fernando Suárez (Interino)       |
| Bolívar                | 1ª a 4ª           | Xabier Azkargorta                |
| Bolívar                | 5ª                | Vladimir Soria (Interino)        |
| Bolívar                | 6ª a 22ª          | Xabier Azkargorta                |
| Nacional Potosí        | Todas             | Marcos Ferrufino                 |
| Oriente Petrolero      | Todas             | Eduardo Villegas                 |
| Petrolero              | 1ª                | Milton Maygua                    |
| Petrolero              | 2ª a 22ª          | David De La Torre                |
| Real Potosí            | 1ª a 19.ª         | Víctor Hugo Andrada              |
| Real Potosí            | 20.ª a 22.ª       | Noé Siles (Jugador Interino)     |
| San José               | 1ª                | Teodoro Cárdenas (Interino)      |
| San José               | 2ª a 13.ª         | Miguel Zahzú                     |
| San José               | 14.ª a 22.ª       | Teodoro Cárdenas                 |
| Sport Boys Warnes      | 1.ª a 10.ª        | Néstor Clausen                   |
| Sport Boys Warnes      | 11.ª a 22.ª       | Víctor Hugo Antelo               |
| The Strongest          | 1 a 14.ª          | Néstor Craviotto                 |
| The Strongest          | 16.ª              | Arturo Norambuena (Interino)     |
| The Strongest          | 15.ª, 17.ª a 22.ª | Néstor Craviotto                 |
| Universitario de Pando | 1ª a 10.ª         | Miguel Mercado                   |
| Universitario de Pando | 11.ª a 18.ª       | Sergio Apaza                     |
| Universitario de Pando | 19.ª a 22.ª       | Claudio Marrupe                  |
| Universitario de Sucre | 1ª a 20.ª         | Javier Vega                      |
| Universitario de Sucre | 21.ª a 22.ª       | Diego Cabrera (Jugador Interino) |
| Wilstermann            | Todas             | Julio César Baldivieso           |

### Torneo Clausura
| Equipo                 | Fechas            | Entrenador              |
| ---------------------- | ----------------- | ----------------------- |
| Blooming               | Todas             | Erwin Sánchez           |
| Bolívar                | Todas             | Xabier Azkargorta       |
| Nacional Potosí        | 1ª a 8ª           | Marcos Ferrufino        |
| Nacional Potosí        | 9ª a 22ª          | Miguel Ángel Zahzú      |
| Oriente Petrolero      | 1ª                | David Avilés (Interino) |
| Oriente Petrolero      | 2ª a 10.ª         | José Basualdo           |
| Oriente Petrolero      | 11.ª a 22.ª       | David Avilés            |
| Petrolero              | 1ª a 12.ª         | David De La Torre       |
| Petrolero              | 13.ª a 22.ª       | Celso Ayala             |
| Real Potosí            | Todas             | José Rossi              |
| San José               | 1.ª a 10.ª        | Teodoro Cárdenas        |
| San José               | 11.ª a 18.ª       | Nestor Clausen          |
| San José               | 12.ª, 19.ª a 22.ª | Mario Rolando Ortega    |
| Sport Boys Warnes      | 1ª a 10.ª         | Celso Ayala             |
| Sport Boys Warnes      | 11.ª a 22.ª       | Víctor Hugo Antelo      |
| The Strongest          | 1ª a 14.ª         | Néstor Craviotto        |
| The Strongest          | 15.ª a 22.ª       | Juan Carlos Paz García  |
| Universitario de Pando | 1ª a 9ª           | Claudio Marrupe         |
| Universitario de Pando | 10.ª a 22.ª       | José Luis Ortiz         |
| Universitario de Sucre | Todas             | Julio César Baldivieso  |
| Wilstermann            | Todas             | Juan Manuel Llop        |

### Cambio de entrenadores

#### Torneo Apertura
| Equipo                 | Pos. | Entrenador Saliente | Último Partido                               | Fecha | Entrenador Sucesor               | Fecha Debut |
| ---------------------- | ---- | ------------------- | -------------------------------------------- | ----- | -------------------------------- | ----------- |
| Petrolero              | 5    | Milton Maygua       | Wilstermann 2 – 2 Petrolero                  | 1ª    | David De La Torre                | 2ª          |
| Sport Boys             | 9    | Néstor Clausen      | Sport Boys 1 – 1 Oriente Petrolero           | 10.ª  | Víctor Hugo Antelo               | 11.ª        |
| Universitario de Pando | 12   | Miguel Mercado      | Universitario de Pando 1 – 0 Nacional Potosí | 10.ª  | Sergio Apaza                     | 11.ª        |
| San José               | 6    | Miguel Zahzú        | The Strongest 1 – 0 San José                 | 13.ª  | Teodoro Cárdenas                 | 14.ª        |
| Universitario de Pando | 12   | Sergio Apaza        | Universitario de Pando 1 – 3 The Strongest   | 18.ª  | Claudio Marrupe                  | 19.ª        |
| Real Potosí            | 7    | Víctor Hugo Andrada | Bolívar 6 – 1 Real Potosí                    | 19.ª  | Noé Siles (Jugador Interino)     | 20.ª        |
| Universitario de Sucre | 8    | Javier Vega         | Sport Boys 1 – 1 Universitario de Sucre      | 20.ª  | Diego Cabrera (Jugador Interino) | 22ª         |

#### Receso Apertura - Clausura
| Equipo                 | Entrenador Saliente              | Entrenador Sucesor     |
| ---------------------- | -------------------------------- | ---------------------- |
| Universitario de Sucre | Diego Cabrera (Jugador Interino) | Julio César Baldivieso |
| Real Potosí            | Noé Siles (Jugador Interino)     | José Rossi             |
| Wilstermann            | Julio César Baldivieso           | Juan Manuel Llop       |
| Sport Boys             | Víctor Hugo Antelo               | Celso Ayala            |
| Blooming               | Mauricio Soria                   | Erwin Sánchez          |
| Oriente Petrolero      | Eduardo Villegas                 | José Basualdo          |

#### Torneo Clausura
| Equipo                 | Pos. | Entrenador Saliente | Último Partido                               | Fecha | Entrenador Sucesor     | Fecha Debut |
| ---------------------- | ---- | ------------------- | -------------------------------------------- | ----- | ---------------------- | ----------- |
| Nacional Potosí        | 11   | Marcos Ferrufino    | Nacional Potosí 0 – 1 Wilstermann            | 8ª    | Miguel Ángel Zahzú     | 9ª          |
| Universitario de Pando | 9    | Claudio Marrupe     | Universitario de Pando 2 – 0 Nacional Potosí | 9ª    | José Luis Ortiz        | 10.ª        |
| Oriente Petrolero      | 3    | José Basualdo       | Petrolero 1 – 1 Oriente Petrolero            | 10.ª  | David Avilés           | 11.ª        |
| San José               | 8    | Teodoro Cárdenas    | San José 0 – 2 Bolívar                       | 10.ª  | Néstor Clausen         | 11.ª        |
| Sport Boys Warnes      | 12   | Celso Ayala         | Sport Boys 0 – 0 Nacional Potosí             | 10.ª  | Víctor Hugo Antelo     | 11.ª        |
| Petrolero              | 7    | David De La Torre   | Universitario de Sucre 1 – 2 Petrolero       | 12.ª  | Celso Ayala            | 13.ª        |
| The Strongest          | 2    | Néstor Craviotto    | Blooming 2 – 1 The Strongest                 | 14.ª  | Juan Carlos Paz García | 15.ª        |
| San José               | 8    | Néstor Clausen      | San José 1 – 1 Petrolero                     | 18.ª  | Mario Rolando Ortega   | 12.ª        |